# Włoskie filmy zgłoszone do rywalizacji o Oscara w kategorii filmu nieanglojęzycznego

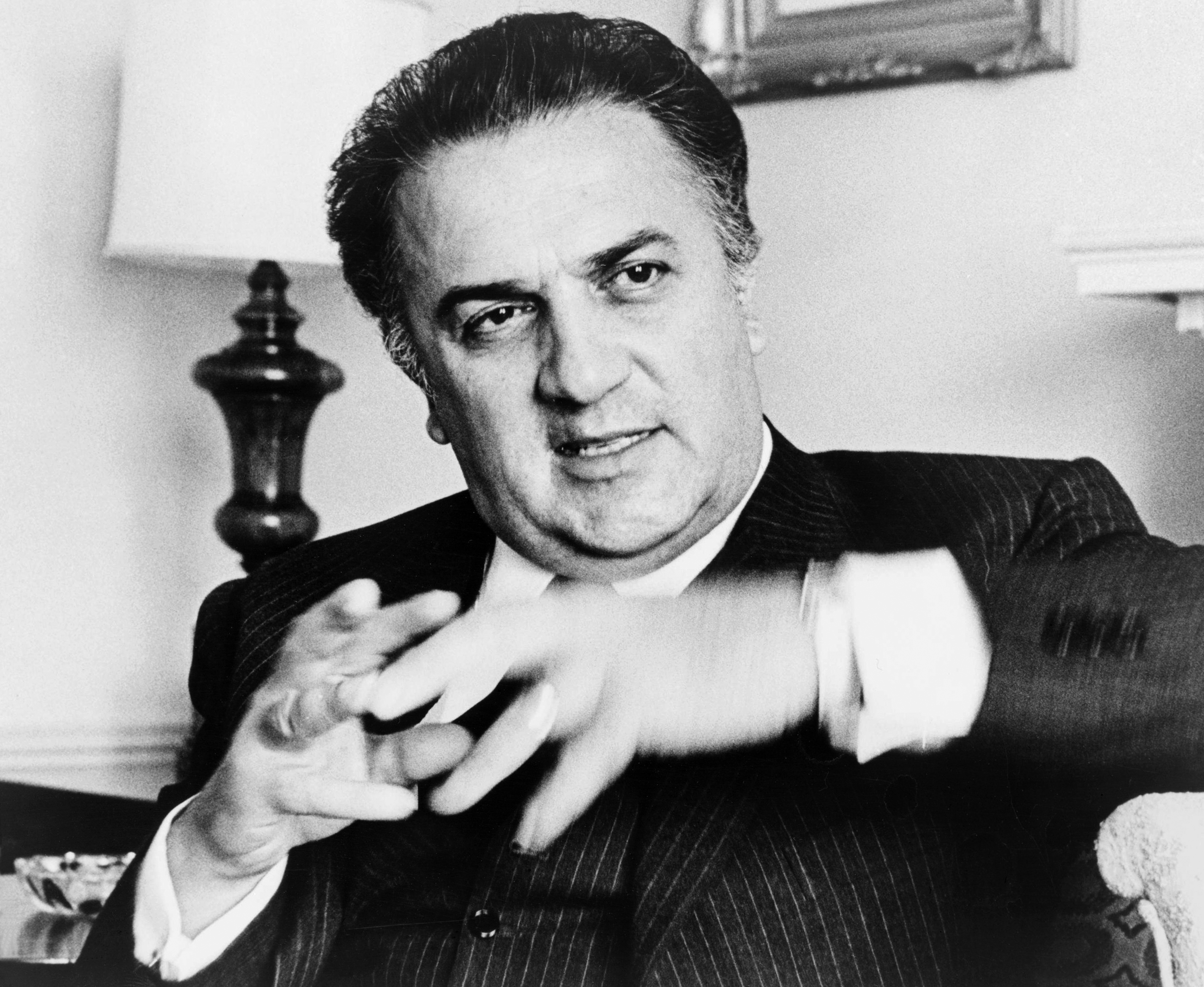
Włoski reżyser Federico Fellini

Kategorię film nieanglojęzyczny wprowadzono po raz pierwszy od 29. ceremonii wręczenia Nagród Akademii Filmowej, której ceremonia odbyła się w 1957 roku. Wcześniej, na przełomie lat 1948-1956, ośmiokrotnie nagrodzono filmy zagraniczne Oscarem honorowym lub specjalnym. Trzy spośród nich były filmami włoskimi. Statuetka wręczana jest zawsze reżyserowi, aczkolwiek za oficjalnego zdobywcę nagrody uznaje się kraj z którego pochodzi film.
Włochy zgłaszały filmy od początku istnienia kategorii. Do 2014 roku, dwadzieścia osiem włoskich filmów zostało nominowanych, a jedenaście spośród z nich otrzymało Oscara. Fakt ten czyni włoską kinematografię jako najbardziej uznaną wśród członków Akademii; druga pod tym względem, Francja, posiada dziewięć statuetek i trzydzieści cztery nominacje.
Najbardziej utytułowanym spośród włoskich reżyserów jest Federico Fellini, który otrzymał cztery nagrody w tej kategorii za filmy La strada, Noce Cabirii, Osiem i pół i Amarcord, a siedmiokrotnie Włochy wystawiały jego filmy jako swojego kandydata do Oscara, więcej niż jakiegokolwiek innego reżysera z Italii. Vittorio De Sica otrzymał w sumie cztery Oscary – w tym dwa honorowe, zanim nagroda została de facto wprowadzona.

## Lista zgłoszonych filmów
| Rok (ceremonia) | Tytuł polski                                                       | Tytuł oryginalny                                                       | Tytuł anglojęzyczny                                             | Reżyseria                                | Status         |
| --------------- | ------------------------------------------------------------------ | ---------------------------------------------------------------------- | --------------------------------------------------------------- | ---------------------------------------- | -------------- |
| 1947 (20.)      | Dzieci ulicy                                                       | Sciuscià                                                               | Shoeshine                                                       | Vittorio De Sica                         | Oscar Honorowy |
| 1949 (22.)      | Złodzieje rowerów                                                  | Ladri di biciclette                                                    | The Bicycle Thief                                               | Vittorio De Sica                         | Oscar Honorowy |
| 1950 (23.)      | Mury Malapagi                                                      | Le mura di Malapaga                                                    | The Walls of Malapaga                                           | René Clément                             | Oscar Honorowy |
| 1956 (29.)      | La strada                                                          | La strada                                                              | La strada                                                       | Federico Fellini                         | wygrana        |
| 1957 (30.)      | Noce Cabirii                                                       | Le notti di Cabiria                                                    | Nights of Cabiria                                               | Federico Fellini                         | wygrana        |
| 1958 (31.)      | Sprawcy nieznani                                                   | I soliti ignoti                                                        | Big Deal on Madonna Street                                      | Mario Monicelli                          | nominacja      |
| 1959 (32.)      | Wielka wojna                                                       | La grande guerra                                                       | The Great War                                                   | Mario Monicelli                          | nominacja      |
| 1960 (33.)      | Kapo                                                               | Kapò                                                                   | Kapo                                                            | Gillo Pontecorvo                         | nominacja      |
| 1961 (34.)      | Noc                                                                | La notte                                                               | La Notte                                                        | Michelangelo Antonioni                   | brak nominacji |
| 1962 (35.)      | Cztery dni Neapolu                                                 | Le quattro giornate di Napoli                                          | The Four Days of Naples                                         | Nanni Loy                                | nominacja      |
| 1963 (36.)      | Osiem i pół                                                        | Otto e mezzo                                                           | 8½                                                              | Federico Fellini                         | wygrana        |
| 1964 (37.)      | Wczoraj, dziś, jutro                                               | Ieri, oggi, domani                                                     | Yesterday, Today and Tomorrow                                   | Vittorio De Sica                         | wygrana        |
| 1965 (38.)      | Małżeństwo po włosku                                               | Matrimonio all'italiana                                                | Marriage Italian-Style                                          | Vittorio De Sica                         | nominacja      |
| 1966 (39.)      | Bitwa o Algier                                                     | La battaglia di Algeri                                                 | The Battle of Algiers                                           | Gillo Pontecorvo                         | nominacja      |
| 1967 (40.)      | Chiny są blisko                                                    | La Cina è vicina                                                       | China is Near                                                   | Marco Bellocchio                         | brak nominacji |
| 1968 (41.)      | Dziewczyna z pistoletem                                            | La ragazza con la pistola                                              | The Girl with the Pistol                                        | Mario Monicelli                          | nominacja      |
| 1969 (42.)      | Satyricon                                                          | Fellini Satyricon                                                      | Fellini Satyricon                                               | Federico Fellini                         | brak nominacji |
| 1970 (43.)      | Śledztwo w sprawie obywatela poza wszelkim podejrzeniem            | Indagine su un cittadino al di sopra di ogni sospetto                  | Investigation of a Citizen Above Suspicion                      | Elio Petri                               | wygrana        |
| 1971 (44.)      | Ogród Finzi-Continich                                              | Il giardino dei Finzi-Contini                                          | The Garden of the Finzi-Continis                                | Vittorio De Sica                         | wygrana        |
| 1972 (45.)      | Rzym                                                               | Roma                                                                   | Roma                                                            | Federico Fellini                         | brak nominacji |
| 1974 (47.)      | Amarcord                                                           | Amarcord                                                               | Amarcord                                                        | Federico Fellini                         | wygrana        |
| 1975 (48.)      | Zapach kobiety                                                     | Profumo di donna                                                       | Scent of a Woman                                                | Dino Risi                                | nominacja      |
| 1976 (49.)      | Siedem piękności Pasqualino                                        | Pasqualino Settebellezze                                               | Seven Beauties                                                  | Lina Wertmüller                          | nominacja      |
| 1977 (50.)      | Szczególny dzień                                                   | Una giornata particolare                                               | A Special Day                                                   | Ettore Scola                             | nominacja      |
| 1978 (51.)      | Nowe potwory                                                       | I nuovi mostri                                                         | Viva Italia!                                                    | Mario Monicelli, Dino Risi, Ettore Scola | nominacja      |
| 1979 (52.)      | Zapomnieć o Wenecji                                                | Dimenticare Venezia                                                    | To Forget Venice                                                | Franco Brusati                           | nominacja      |
| 1981 (54.)      | Trzej bracia                                                       | Tre fratelli                                                           | Three Brothers                                                  | Francesco Rosi                           | nominacja      |
| 1982 (55.)      | Noc świętego Wawrzyńca                                             | La notte di San Lorenzo                                                | The Night of the Shooting Stars                                 | Paolo i Vittorio Taviani                 | brak nominacji |
| 1983 (56.)      | A statek płynie                                                    | E la nave va                                                           | And the Ship Sails On                                           | Federico Fellini                         | brak nominacji |
| 1984 (57.)      | Posyła mnie Picone                                                 | Mi manda Picone                                                        | Where's Picone?                                                 | Nanni Loy                                | brak nominacji |
| 1985 (58.)      | Makaroniarze                                                       | Maccheroni                                                             | Macaroni                                                        | Ettore Scola                             | brak nominacji |
| 1986 (59.)      | Letnia noc o greckim profilu, migdałowych oczach i zapachu bazylii | Notte d’estate con profilo greco, occhi a mandorla e odore di basilico | Summer Night with Greek Profile, Almond Eyes and Scent of Basil | Lina Wertmüller                          | brak nominacji |
| 1987 (60.)      | Rodzina                                                            | La famiglia                                                            | The Family                                                      | Ettore Scola                             | nominacja      |
| 1988 (61.)      | Legenda o świętym pijaku                                           | La leggenda del santo bevitore                                         | The Legend of the Holy Drinker                                  | Ermanno Olmi                             | brak nominacji |
| 1989 (62.)      | Cinema Paradiso                                                    | Nuovo Cinema Paradiso                                                  | Cinema Paradiso                                                 | Giuseppe Tornatore                       | wygrana        |
| 1990 (63.)      | Otwarte drzwi                                                      | Porte aperte                                                           | Open Doors                                                      | Gianni Amelio                            | nominacja      |
| 1991 (64.)      | Śródziemnomorska sielanka                                          | Mediterraneo                                                           | Mediterraneo                                                    | Gabriele Salvatores                      | wygrana        |
| 1992 (65.)      | Złodziej dzieci                                                    | Il ladro di bambini                                                    | The Stolen Children                                             | Gianni Amelio                            | brak nominacji |
| 1993 (66.)      | Valentina i Arturo                                                 | Il grande cocomero                                                     | The Great Pumpkin                                               | Francesca Archibugi                      | brak nominacji |
| 1994 (67.)      | Lamerica                                                           | Lamerica                                                               | Lamerica                                                        | Gianni Amelio                            | brak nominacji |
| 1995 (68.)      | Sprzedawca marzeń                                                  | L’uomo delle stelle                                                    | The Star Maker                                                  | Giuseppe Tornatore                       | nominacja      |
| 1996 (69.)      | Moje pokolenie                                                     | La mia generazione                                                     | My Generation                                                   | Wilma Labate                             | brak nominacji |
| 1997 (70.)      | Właściwy mężczyzna                                                 | Il testimone dello sposo                                               | The Best Man                                                    | Pupi Avati                               | brak nominacji |
| 1998 (71.)      | Życie jest piękne                                                  | La vita è bella                                                        | Life Is Beautiful                                               | Roberto Benigni                          | wygrana        |
| 1999 (72.)      | Nie z tego świata                                                  | Fuori dal mondo                                                        | Not of This World                                               | Giuseppe Piccioni                        | brak nominacji |
| 2000 (73.)      | Sto kroków                                                         | I cento passi                                                          | The Hundred Steps                                               | Marco Tullio Giordana                    | brak nominacji |
| 2001 (74.)      | Pokój syna                                                         | La stanza del figlio                                                   | The Son's Room                                                  | Nanni Moretti                            | brak nominacji |
| 2002 (75.)      | Pinokio                                                            | Pinocchio                                                              | Pinocchio                                                       | Roberto Benigni                          | brak nominacji |
| 2003 (76.)      | Nie boję się                                                       | Io non ho paura                                                        | I’m Not Scared                                                  | Gabriele Salvatores                      | brak nominacji |
| 2004 (77.)      | Klucze do domu                                                     | Le chiavi di casa                                                      | The Keys to the House                                           | Gianni Amelio                            | brak nominacji |
| 2005 (78.)      | Bestia w sercu                                                     | La bestia nel cuore                                                    | Don't Tell                                                      | Cristina Comencini                       | nominacja      |
| 2006 (79.)      | Złote wrota                                                        | Nuovomondo                                                             | The Golden Door                                                 | Emanuele Crialese                        | brak nominacji |
| 2007 (80.)      | Nieznajoma                                                         | La sconosciuta                                                         | The Unknown                                                     | Giuseppe Tornatore                       | skrócona lista |
| 2008 (81.)      | Gomorra                                                            | Gomorra                                                                | Gomorrah                                                        | Matteo Garrone                           | brak nominacji |
| 2009 (82.)      | Baaria                                                             | Baarìa                                                                 | Baarìa                                                          | Giuseppe Tornatore                       | brak nominacji |
| 2010 (83.)      | Coś pięknego                                                       | La prima cosa bella                                                    | The First Beautiful Thing                                       | Paolo Virzì                              | brak nominacji |
| 2011 (84.)      | Terraferma                                                         | Terraferma                                                             | Terraferma                                                      | Emanuele Crialese                        | brak nominacji |
| 2012 (85.)      | Cezar musi umrzeć                                                  | Cesare deve morire                                                     | Caesar Must Die                                                 | Paolo i Vittorio Taviani                 | brak nominacji |
| 2013 (86.)      | Wielkie piękno                                                     | La grande bellezza                                                     | The Great Beauty                                                | Paolo Sorrentino                         | wygrana        |
| 2014 (87.)      | Kapitał ludzki                                                     | Il capitale umano                                                      | Human Capital                                                   | Paolo Virzì                              | brak nominacji |
| 2015 (88.)      | Nie bądź złym                                                      | Non essere cattivo                                                     | Don't Be Bad                                                    | Claudio Caligari                         | brak nominacji |
| 2016 (89.)      | Fuocoammare. Ogień na morzu                                        | Fuocoammare                                                            | Fire at Sea                                                     | Gianfranco Rosi                          | brak nominacji |
| 2017 (90.)      | Ciambra                                                            | A Ciambra                                                              | A Ciambra                                                       | Jonas Carpignano                         | brak nominacji |
| 2018 (91.)      | Dogman                                                             | Dogman                                                                 | Dogman                                                          | Matteo Garrone                           | brak nominacji |
| 2019 (92.)      | Zdrajca                                                            | Il traditore                                                           | The Traitor                                                     | Marco Bellocchio                         | brak nominacji |
| 2020 (93.)      | Notturno                                                           | Notturno                                                               | Notturno                                                        | Gianfranco Rosi                          | brak nominacji |
| 2021 (94.)      | To była ręka Boga                                                  | È stata la mano di Dio                                                 | The Hand of God                                                 | Paolo Sorrentino                         | nominacja      |
| 2022 (95.)      | Nostalgia                                                          | Nostalgia                                                              | Nostalgia                                                       | Mario Martone                            | brak nominacji |
| 2023 (96.)      | Ja, kapitan                                                        | Io capitano                                                            | Io Capitano                                                     | Matteo Garrone                           | nominacja      |
| 2024 (97.)      | Droga do Vermiglio                                                 | Vermiglio                                                              | Vermiglio                                                       | Maura Delpero                            | skrócona lista |